# 利亞沃格山

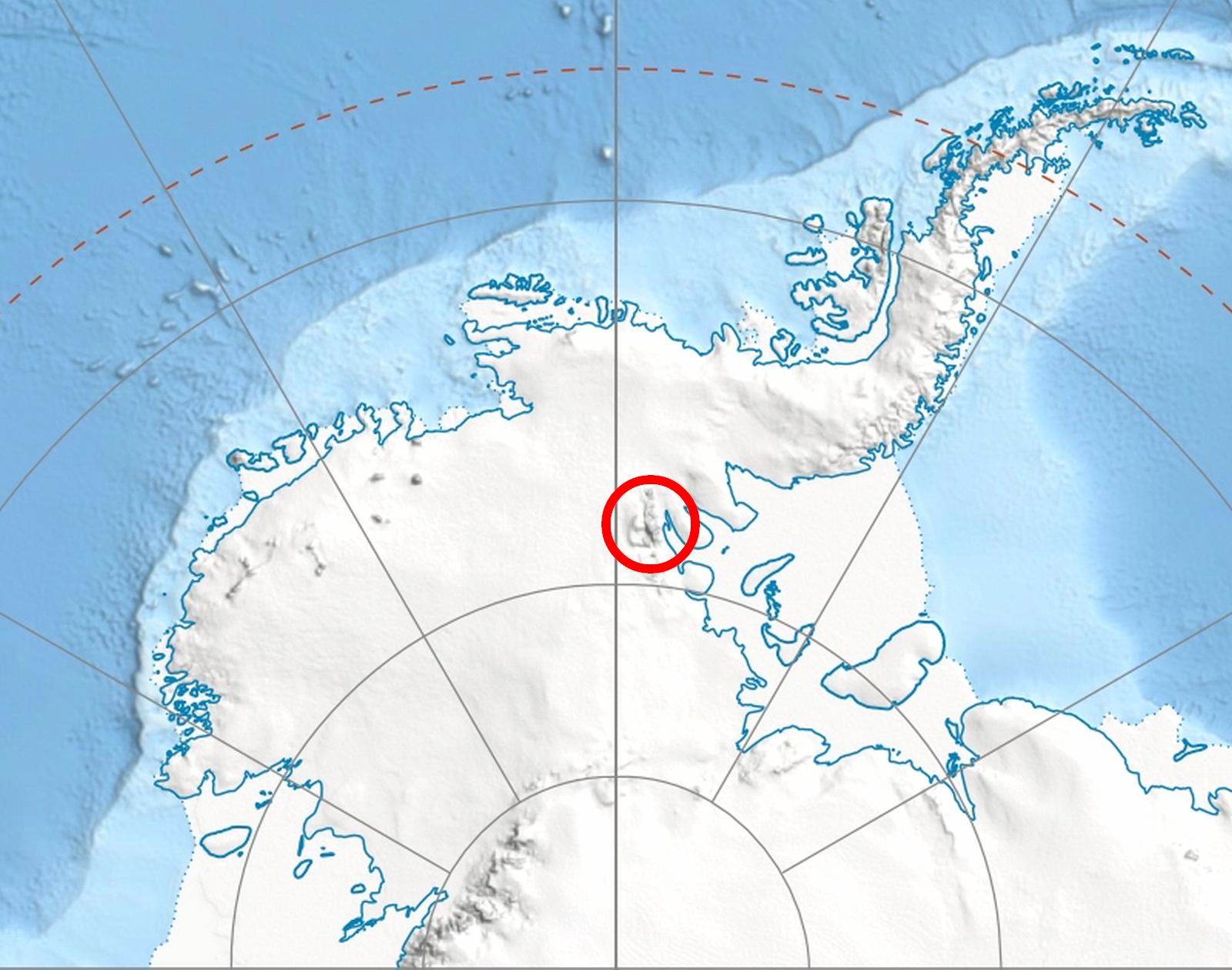

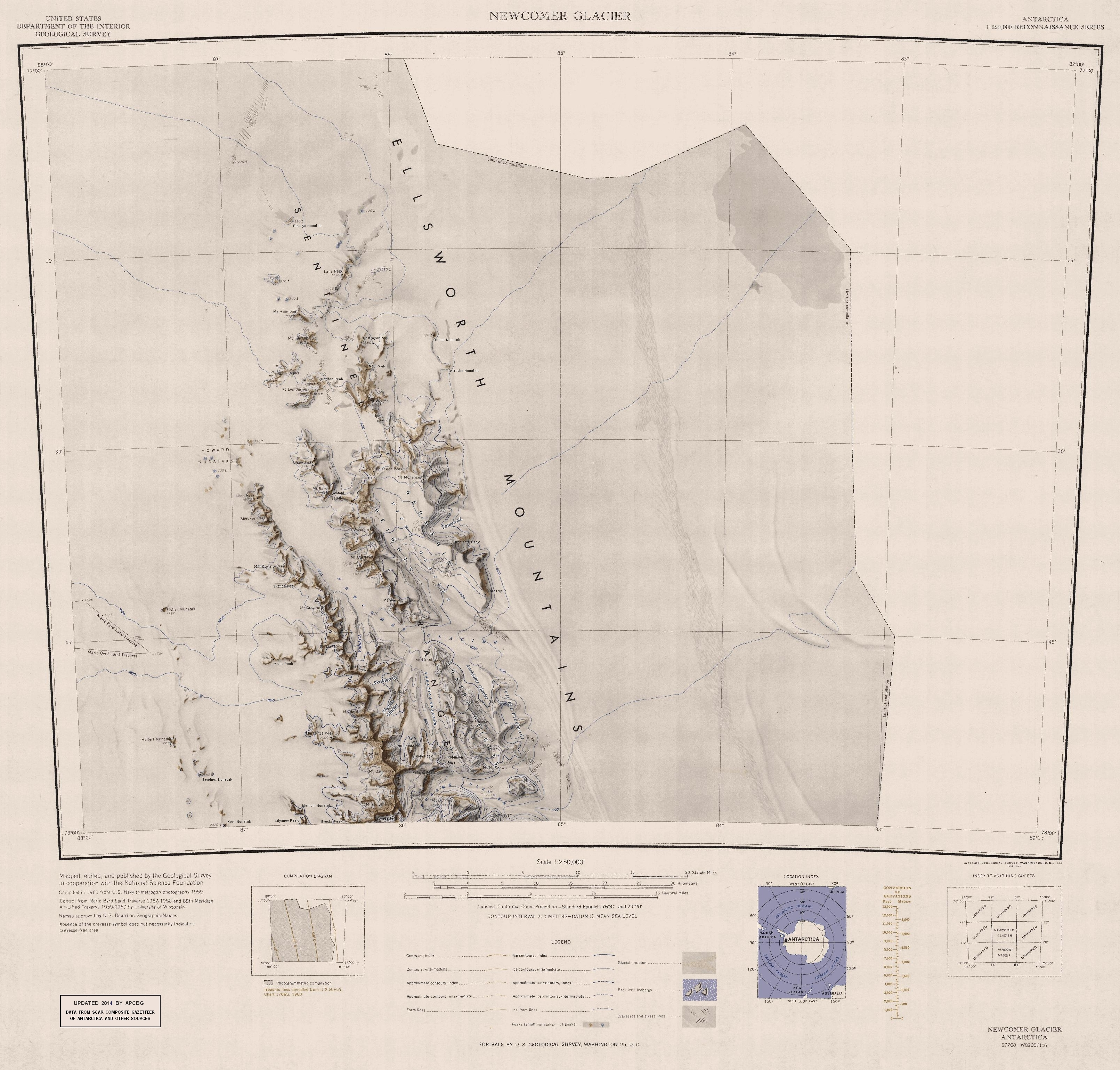

利亞沃格山（英語：Mount Liavaag），是南極洲的山峰，位於埃爾斯沃思地，處於霍爾姆伯山和霍爾斯峰之間，屬於埃爾斯沃思山脈中森蒂納爾嶺的一部分，海拔高度1,820米，在1935年11月23日由美國探險家發現，現時由南極條約體系管理。